# Lebuhei
Lebuhei (Lebuhai) ist eine osttimoresische Aldeia im Suco Dato (Verwaltungsamt Liquiçá, Gemeinde Liquiçá). 2015 lebten in der Aldeia 90 Menschen.

## Geographie
Lebuhei liegt im Süden des Sucos Dato. Südöstlich liegt die Aldeia Quirilelo und nördlich die Aldeia Cabuilimo. Im Osten grenzt Lebuhei an den Suco Darulete, im Süden an den Suco Açumanu, im Südwesten an den Suco Leotala, im Westen an den Suco Hatuquessi und im Nordwesten an den Suco Loidahar. Im Südosten befindet sich das Dorf Lebuhei. Hier steht eine medizinische Station.
Der Foho Fazenda (1063 m, Lage) bildet die Wasserscheide zwischen dem System des Lóis und dem Laklo im Norden.

## Politik
2023 wurde Domingos M. dos Santos zum Chefe de Aldeia gewählt.